# 爪切り

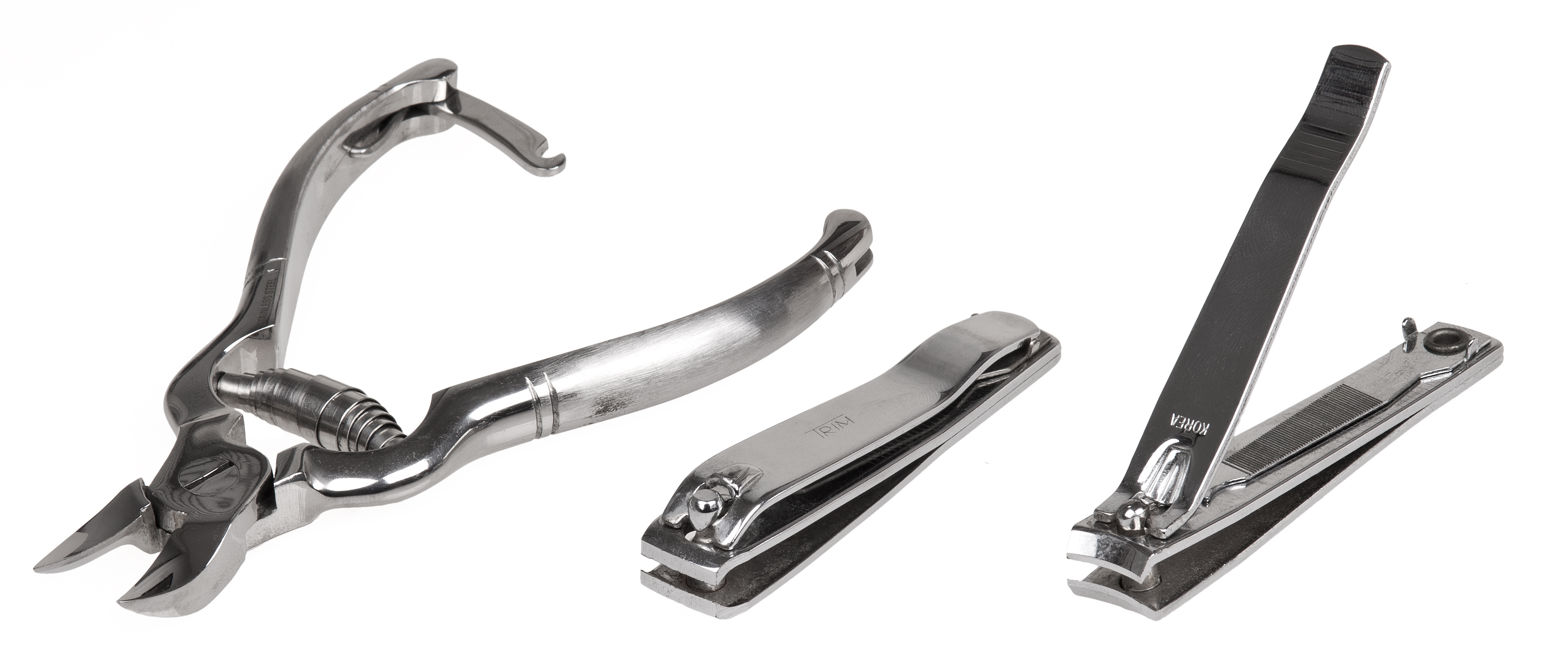
様々な爪切り。ニッパー爪切り

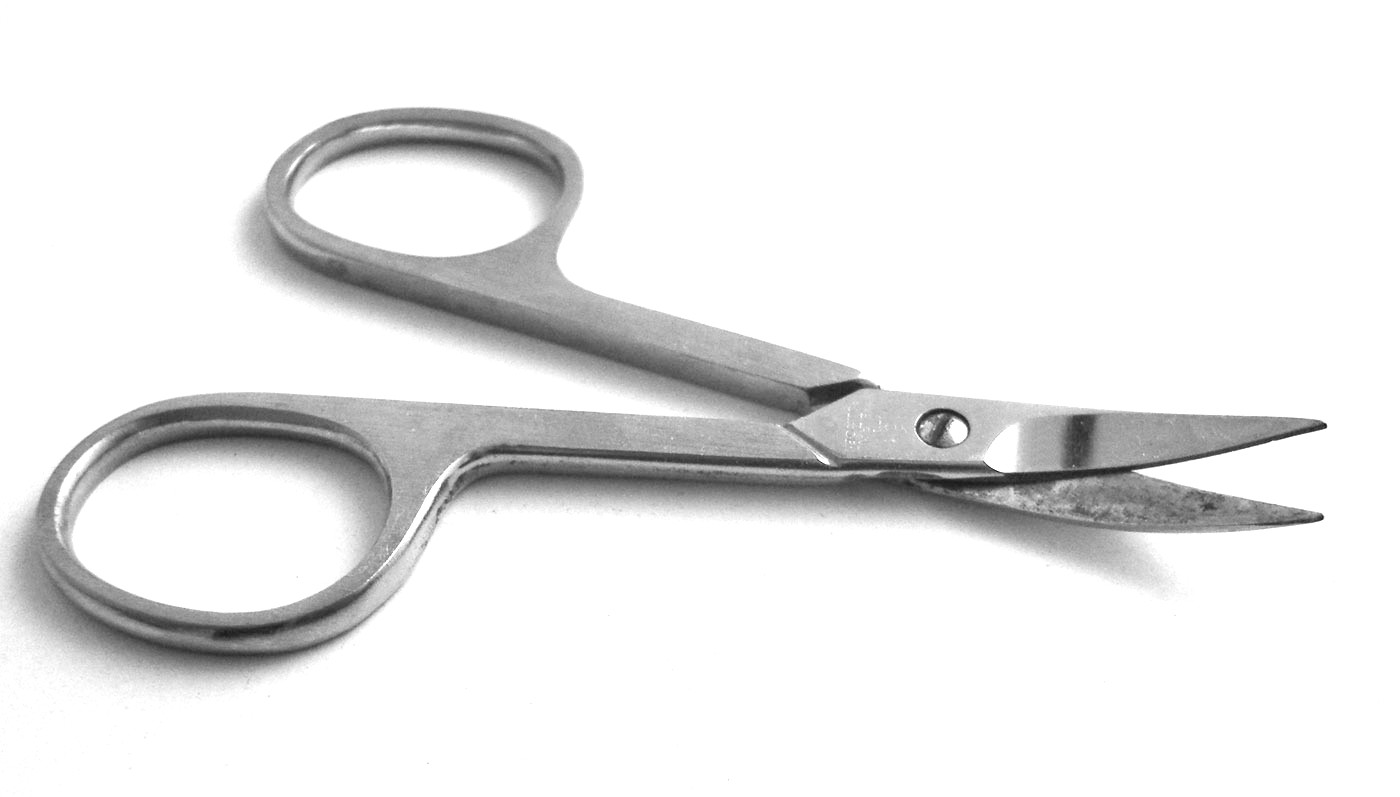
爪切りバサミ

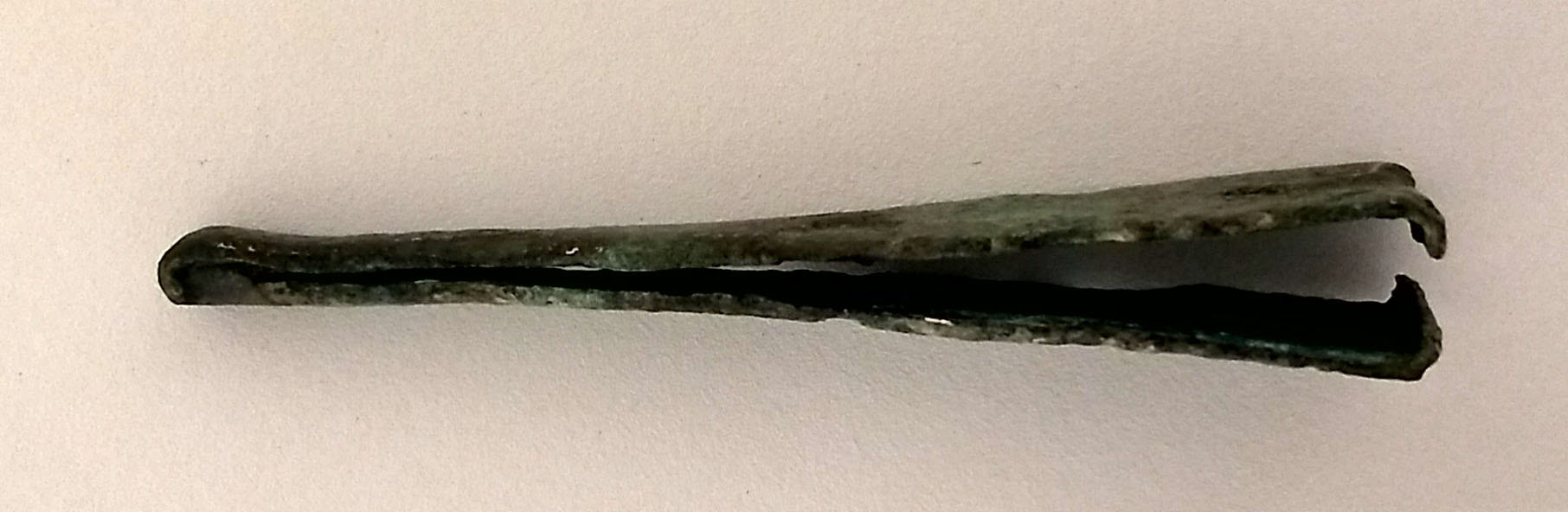
ローマ時代の青銅製爪切り

爪切りとテコの原理

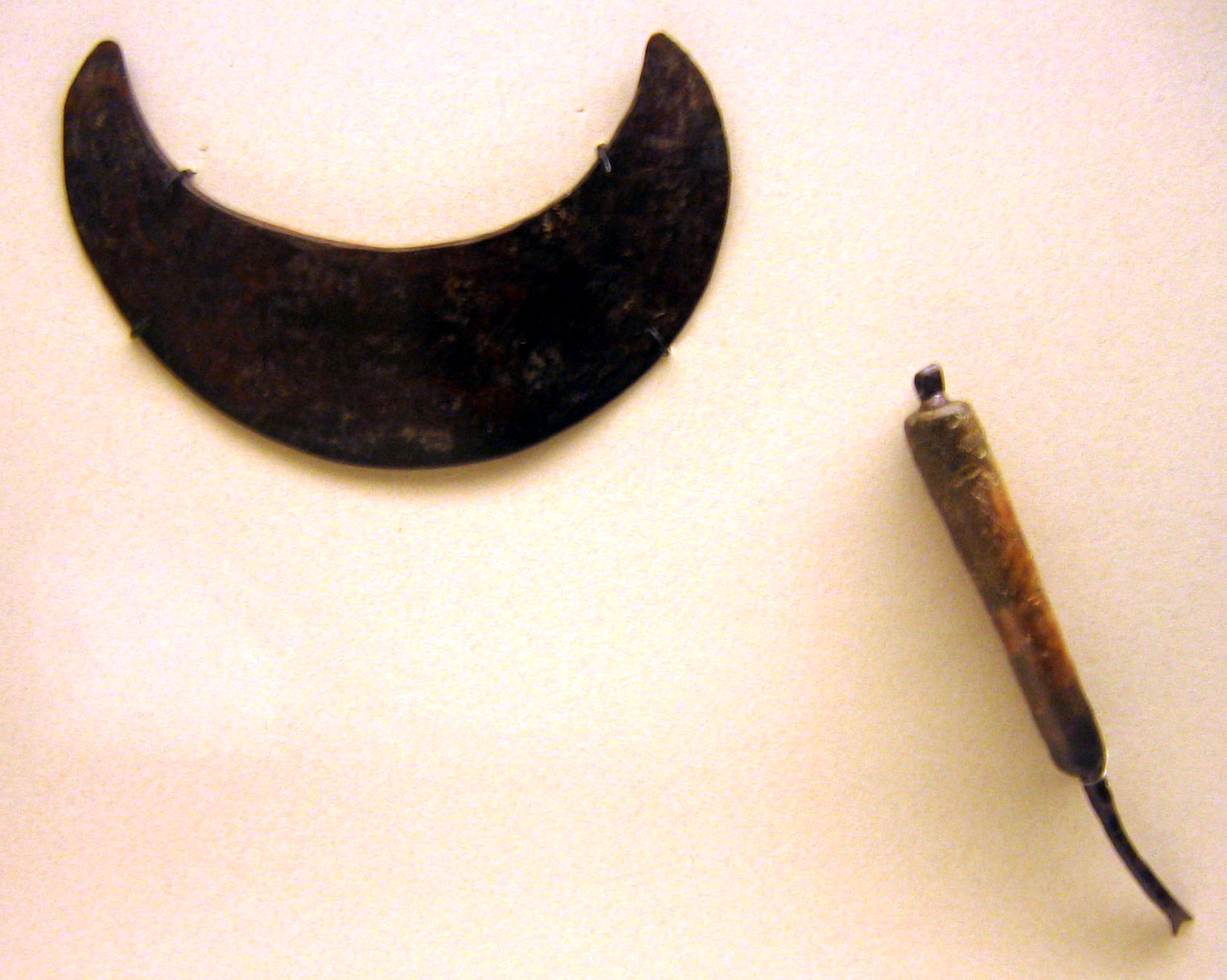
紀元前6 - 8世紀のハルシュタット文化で使われた剃刀（上）と爪切り（下）

爪切り（つめきり）は、人間を含む動物の爪のうち伸びすぎた余剰部分（白い部分=爪甲遊離円の部分）を切り取る行為。また、それに用いられる刃物を指す。

## 歴史
一般に使用されている爪切りが発明されるまでは、小さなナイフなどで爪を削ったり整えたりしていた。平安時代中期の『延喜式』に「爪磨（つまと）」という言葉があり、爪磨は爪を削る砥石のことである。また、江戸時代後期の『調度図絵』には「爪切小刀」「爪切箱」「爪切壺」「爪切手洗」などの爪を切る道具が紹介されている。
紀元前8世紀末の記述とされる『旧約聖書』の『申命記』21章12節には、捕虜の女を妻に娶る時には「女を自分の家に連れて帰り、髪を剃り、爪を整え（…）なければならない」とあり、紀元前20年頃に書かれたホラティウスの書簡には、競売人を紹介する一節で「髭を剃った男が、誰もいない床屋でペンナイフを片手に静かに爪を手入れしている」という旨の記述がある。
爪切りの改良に関する最初の特許は1875年にアメリカでバレンタイン・フォガティが申請しているが、現在のような形状ではなく指でつまみ持った状態で回転する刃を回して爪の先を削るしくみであった。現在のものとほぼ同様の形状のものは1881年にユージン・ハイムとセレスティン・マッツが特許を申請している。イギリスでは1886年にハンガリー人の発明家デビッド・ゲステットナーが申請している。

## 人間の爪切り

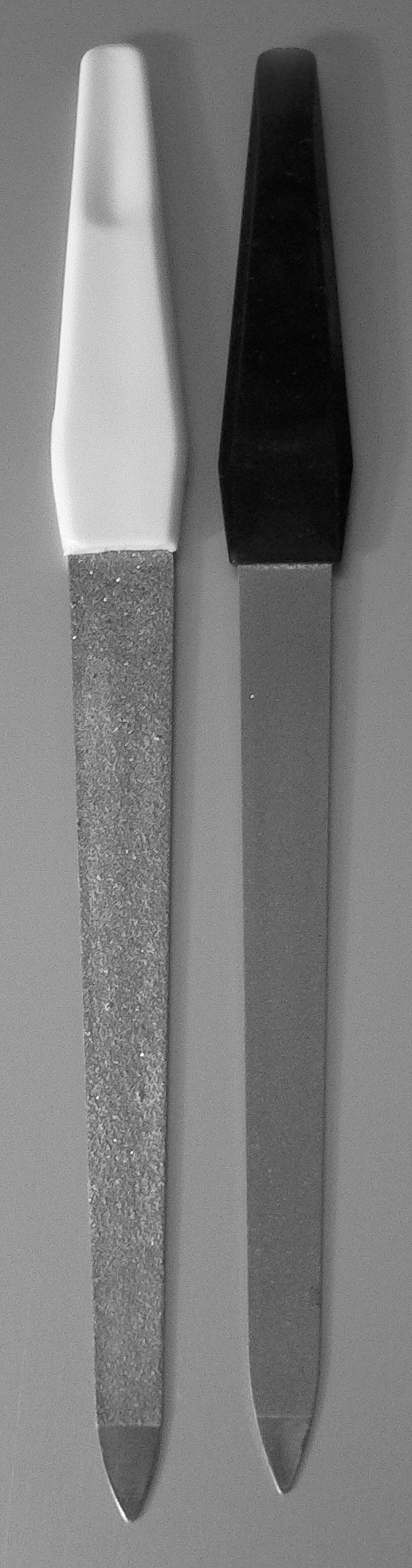
爪やすり

- 切断

道具として一般的に用いられている爪切りは以下の種類がある。
- てこの原理を応用して、湾曲した形状の刃をもつ先端部で爪を上下から喰い切るもの。
- 一般的な洋はさみ形のもの。小型の洋鋏であるが、刃渡りが短く作られ、反っているものが多い（乳児用のものはやや小振りで先が丸い）。
- 握りはさみ型のもの。刃渡りが短く作られ、関東型の握り鋏（爪型と称す）とほぼ同じである。関西では「かぶら型」と称したものもあった。現在はほとんど使用されていない。
- ニッパー型のもの。巻き爪用に先が鋭利に作られたものもある。多くは高価である。

- 整形

切ったままでは切断面が尖っていて、ものに引っ掛けたり怪我をする可能性があるため、爪切りに付属のやすり、もしくは専用の爪やすりで爪を滑らかにならす。
なお、医療用・看護用のものはリストンと呼ぶ。
「夜に爪を切ると親の死に目に逢えない」という迷信があるが、これは「電気の無い時代の爪切りは鋭利な刃物であり、照明が十分でない中で夜中に爪を切ると危ない」という意味であるとも伝わる。

## 人間以外の爪切り
一般の動物でも爪は伸びるが、普通はその生活の中で地面や樹木などとの摩擦で適当な長さに自然に削られている。ただし、人間が飼育する場合には特に爪を切る場合がある。

### ウマ・ウシ
飼育されているウマやウシの蹄も定期的に削る必要がある。これを削蹄という。

### イヌ・ネコ
ペットのイヌやネコの爪は時折切ってやる必要がある。ペット用の爪切りも市販されている。